# Villány (miasto)
Villány (węg. "błyskawica", niem. Willand, chorw. Vilanj, serb. Вилањ) – miasto na Węgrzech, w komitacie Baranya, w powiecie Siklós.

## Geografia
Leży u południowego podnóża niskich gór Villány w Kraju Zadunajskim, w okolicy rolniczej. Główny ośrodek regionu winiarskiego Villány. Klimat śródziemnomorski, gleby lessowe i pochodne, o wysokiej zawartości wapnia, a co za tym idzie zasadowe. 

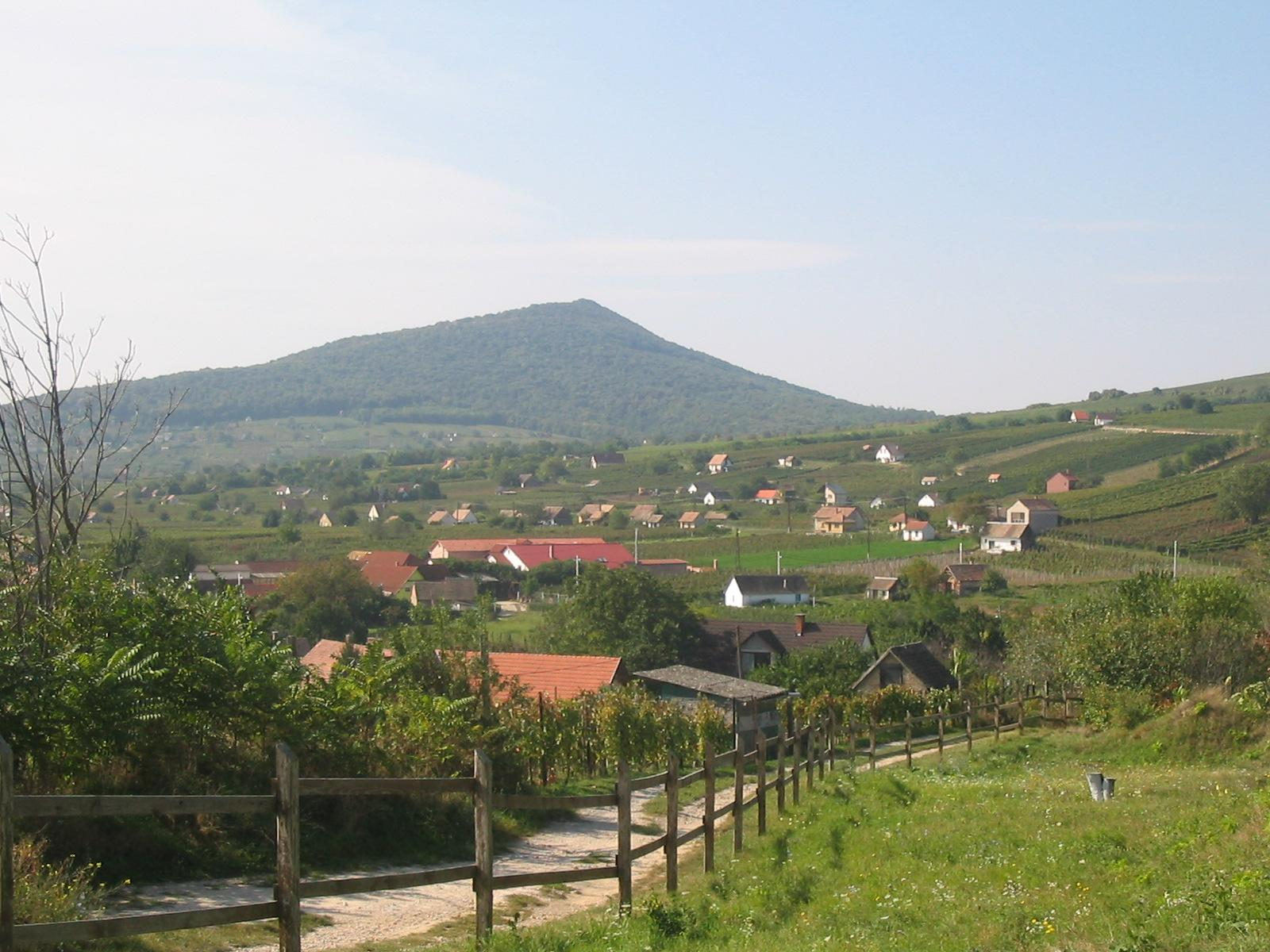
Góra Szársomlyó w pobliżu Villány

## Miasta partnerskie
- Zălan, Rumunia
- Eislingen, Niemcy